# Trst je naš!
Trst je naš! je kratki igrani film, diplomsko delo režiserja Žige Virca. Film traja 27 minut in je študijska produkcija oziroma projekt AGRFT v koprodukciji z RTV Slovenija. 
Zgodba je postavljena v leto 2009 in govori o Francu, zagrenjenemu Primorcu srednjih let (Gojmir Lešnjak), ki je razočaran nad odnosom mladine ter celotne družbe do dogodkov med 2. sv. vojno in vloge slovenskih partizanov v njej. V prostem času se ukvarja z uprizarjanjem zgodovinskih bitk, pri čemer naleti na nerazumevanje žene Marije (Silve Čušin), opraviti pa mora tudi s policijo, ki ne dovoljuje uprizarjanja bitk.
Film je še pred prvo projekcijo povzročil burne odzive v Italiji. Italijanski zunanji minister Franco Frattini se je odzval na poziv Unije Istranov, ene izmed pomembnejših organizacij italijanskih optantov, ki je ostro kritizirala film. Izkazalo se je, da sta Unijo razburila  le napovednik in naslov, ki sta namenoma provokativna, premiera je bila šele nekaj dni kasneje v Sežani. Tudi Frattinijev odziv se je nanašal na napovednik, čeprav je podal svojo izjavo po premieri, ko je bilo že jasno, da gre za satirično obravnavo osvoboditve Trsta leta 1945 in ne za prikaz sodobnega vojaškega spopada.